# Корнєв Олександр Степанович
Олександр Степанович Корнєв (рос. Александр Степанович Корнев; 26 січня 1921, Єйськ — 29 серпня 2003, Київ) — радянський військовий льотчик, Герой Радянського Союзу (1944), в роки німецько-радянської війни командир ескадрильї 809-го штурмового авіаційного полку 264-ї штурмової авіаційної дивізії 2-ї повітряної армії 1-го Українського фронту, полковник.

## Біографія
Народився 26 січня 1921 року в місті Єйськ Краснодарського краю Росії в родині робітника. Росіянин. Член КПРС з 1944 року. Навчався в політехнікумі шляхів сполучення в Покров і аероклубі.
У 1939 році призваний до лав Червоної Армії. У 1940 році закінчив Качинську військово-авіаційну школу пілотів. У боях німецько-радянської війни з серпня 1941 року. У 1942 році закінчив авіаційні курси удосконалення штурманів. Воював з німецько-фашистськими загарбниками на Курській дузі. Брав участь у визволенні Румунії та Угорщини. Воював на 1-му Українському фронті.
До літа 1944 майор О. С. Корнєв здійснив 227 бойових вильотів на штурмівку укріплень, скупчень живої сили й бойової техніки противника, завдавши йому значних втрат.
Указом Президії Верховної Ради СРСР від 2 серпня 1944 року за зразкове виконання бойових завдань командування по знищенню живої сили і техніки противника і проявлені при цьому мужність і героїзм майору Олександру Степановичу Корнєву присвоєно звання Героя Радянського Союзу з врученням ордена Леніна і медалі «Золота Зірка» (№ 2383).

Могила О. С. Корнєва

У 1951 році закінчив Київську військово-повітряну академію. З 1957 по 1976 рік працював в ній викладачем. З 1976 року полковник О. С. Корнєв — в запасі. Жив у Києві. Помер 29 серпня 2003 року. Похований у Києві на Міському кладовищі «Берківці».

## Нагороди
Нагороджений орденом Леніна, двома орденами Червоного Прапора, орденом Олександра Невського, орденом Вітчизняної війни 1-го ступеня, орденом Червоної Зірки, орденом «За службу Батьківщині у ЗС СРСР» 3-го ступеня, медалями.